# 江上不二夫
江上 不二夫（えがみ ふじお、1910年11月21日 - 1982年7月17日）は、日本の生化学者。戦後日本の生化学を牽引した一人。日本学術会議会長、国際生命の起源学会会長等を務めた。若くして、人工言語のエスペラントを学び、日本エスペラント学会（現、日本エスペラント協会）の理事長および会長も務めた。

## 経歴
出生から修学期
1910年、東京府で生まれた。東京帝国大学理学部化学科で学び、1933年に卒業。1934年よりフランス政府給費留学生としてストラスブール大学およびパリ大学に留学。
有機化学研究者として
1941年年、東京帝国大学理学部助手に採用された。1943年、名古屋帝国大学理学部化学科助教授に昇格し、第三講座（有機化学）を担当した。同年8月、東京大学に学位論文『スルファターゼ模型に関する研究』を提出して理学博士号を取得。1943年、名古屋帝国大学理学部教授に昇格。
戦後
1958年、母校である東京大学理学部教授となった。1968年、埼玉大学理工学部教授を併任。1968年に東京大学を退任し、埼玉大学理工学部教授として1971年まで勤務。学界では1969年に日本学術会議会長となり、1971年まで務めた。1971年、三菱化成生命科学研究所初代所長に就任。1980年に退任し、同名誉所長となった。1977年からは国際生命の起源学会会長。1982年に死去。

## 受賞
- 1953年：中日文化賞[2]
- 1954年： 日本化学会賞
- 1966年：朝日賞
- 1967年：毎日出版文化賞
- 1971年：レジオン・ドヌール勲章

## 研究内容・業績
戦後日本の生化学を牽引した。

## 家族・親族
- 父：父・江上志馬雄は三井信託幹事。
- 兄：江上波夫は考古学者。戦前は東方文化学院研究員として満蒙での調査にあたり、戦後は東京大学東洋文化研究所教授。騎馬民族征服王朝説などで知られる。

## 著作
著書
- 『生体の化学』大日本出版 1946
- 『生化学の一隅から』創元社 1948
- 『化學の研究』山崎一雄共編 朝倉書店 1948
- 『免疫化学』八木康夫共著 河出書房 1949
- 『生命を探る』岩波書店 1980

訳書
- 『ラヴォアジェ傳』エドアール・グリモー（英語版）著、白水社 1941
- 『二重らせん』ジェームズ・ワトソン著、中村桂子と共訳、パシフィカ 1980
  - 再版 講談社ブルーバックス 2012年